# Lípa srdčitá u kostela v Lipové
Lípa srdčitá u kostela v Lipové je památný strom, lípa malolistá (Tilia cordata), která roste asi 40 metrů severovýchodně od kostela svatého Šimona a Judy v Lipové. Při měření v roce 2011 dosahovala výšky 24 metrů a obvod kmene měřil 580 centimetrů. Stáří bylo odhadováno na 250 let. Lípa má částečně dutý kmen a celistvou korunu širokou 24 metrů. Za památný strom byla vyhlášena v roce 2012. Strom je nejstarší solitérně rostoucí lípou na území Lipové, obvodem kmene patří k nejmohutnějším ve Šluknovském výběžku.

## Stromy v okolí
- Borovice lesní v Lipové
- Dub letní v Lipové
- Lipové stromořadí v Lipové

## Galerie

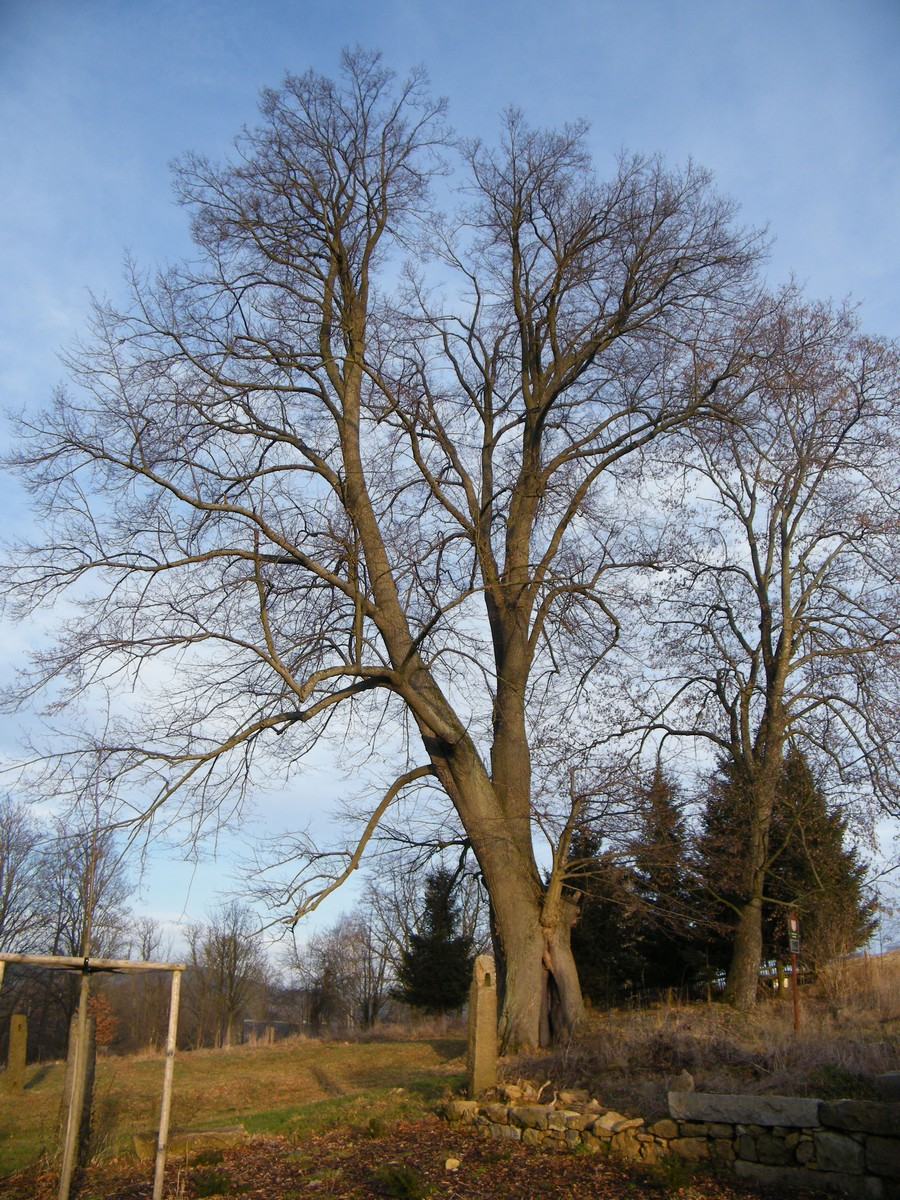
Pohled od kostela (2016)
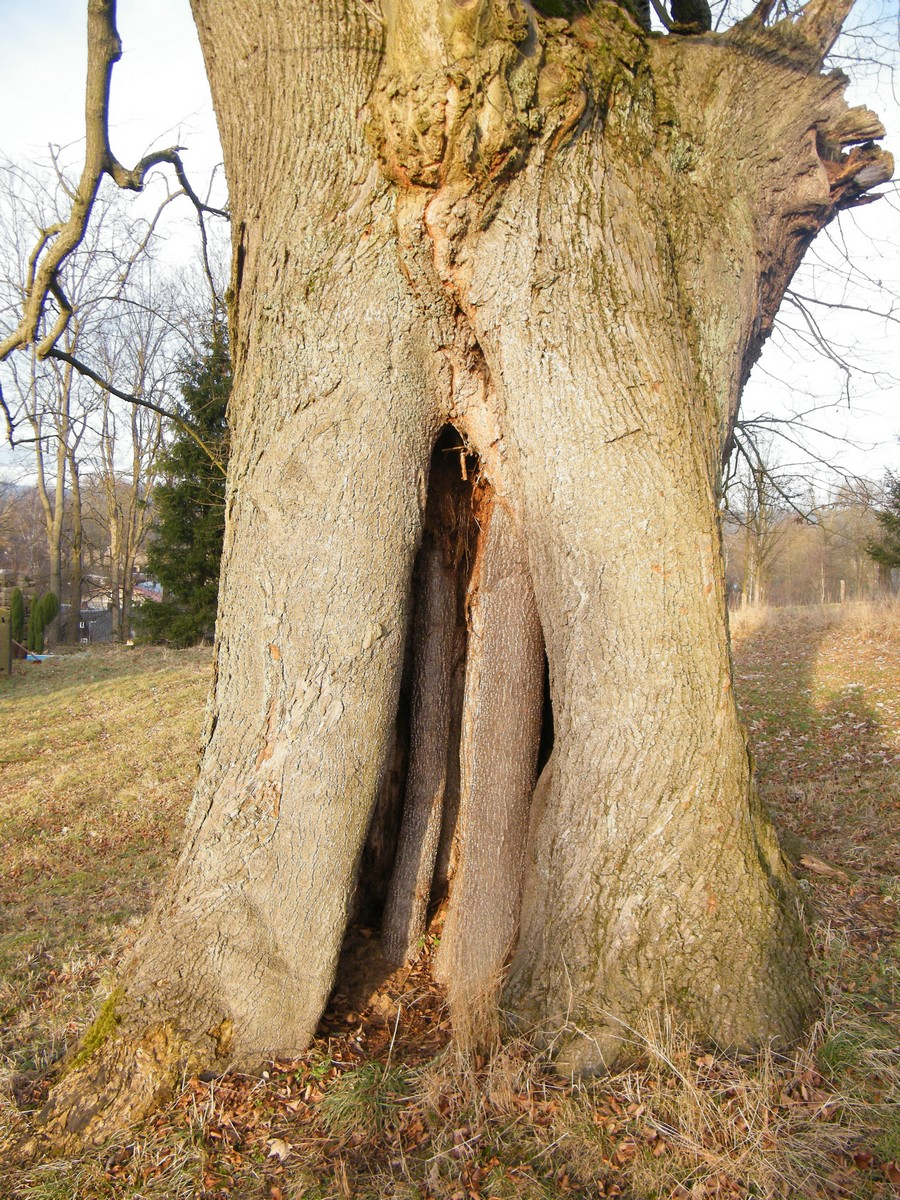
Kmen (2016)
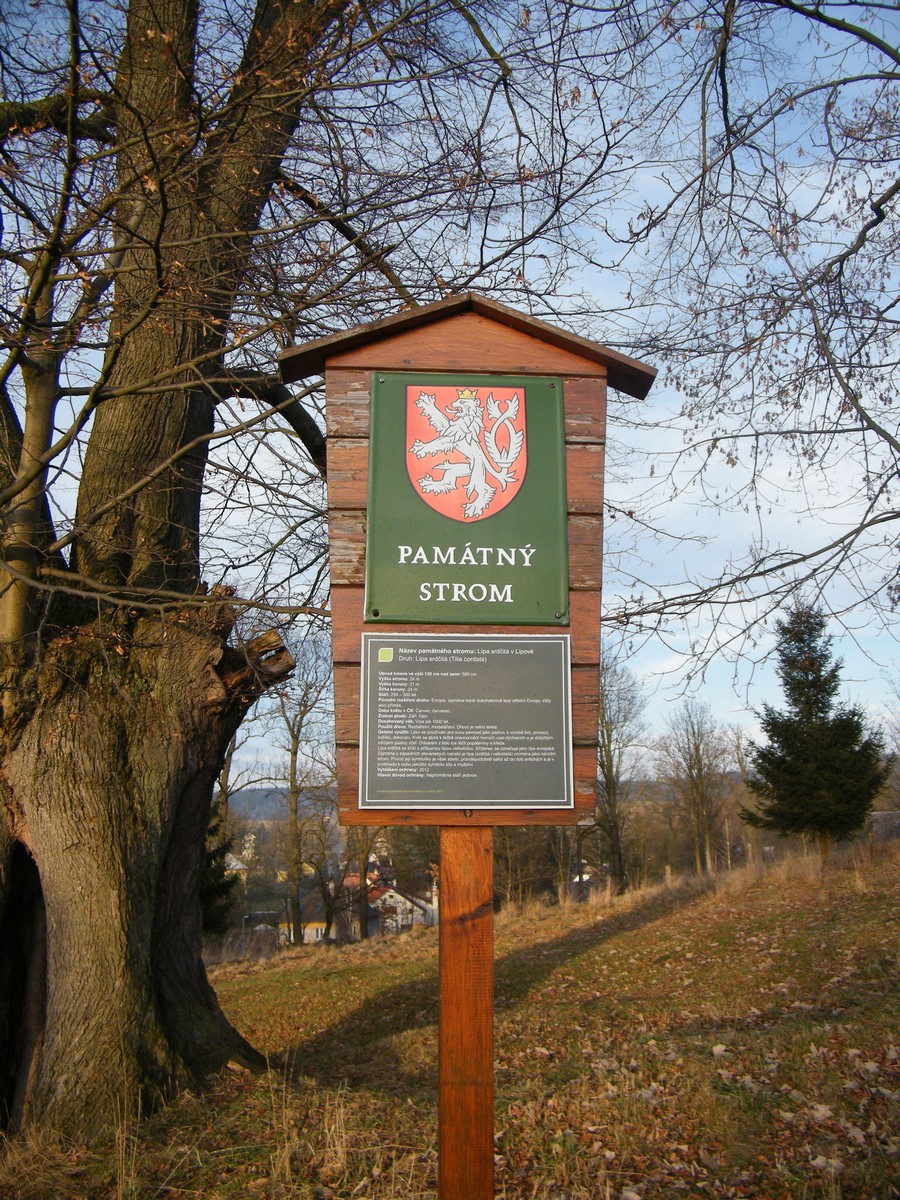
Informační tabule (2016)